# Vordere Vorstadt (Königsberg)

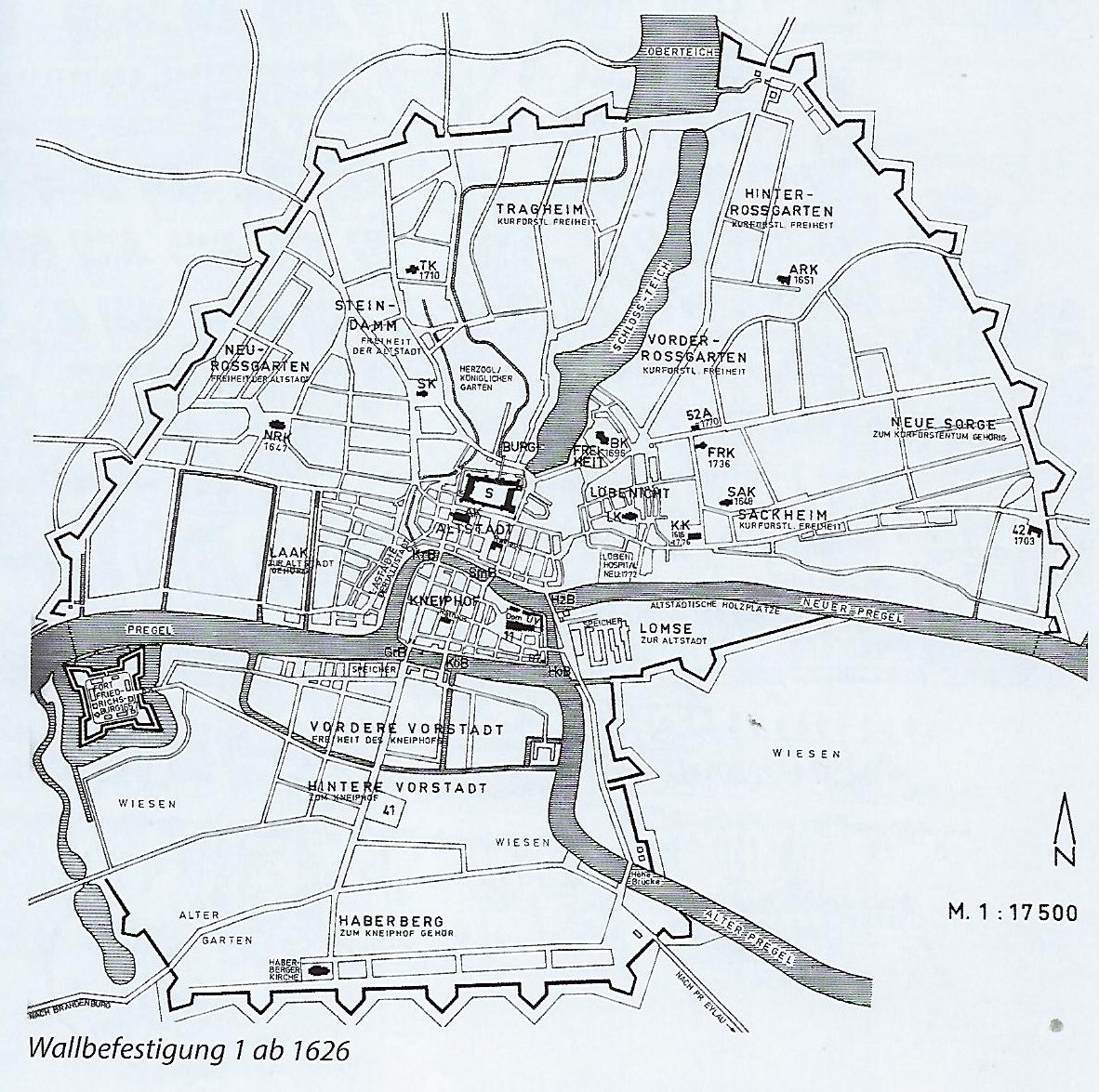
Wallbefestigung und Städte Königsbergs (1626)

Die Vordere Vorstadt war ein Stadtteil von Königsberg (Preußen). Er lag südlich vom alten Pregel gegenüber der Lastadie in Altstadt (Königsberg) und der Kneiphofinsel. Nach Süden wurde sie vom Zuggraben der späteren Kaiser-Straße begrenzt.

## Geschichte
1329 überließ der Deutsche Orden das Gebiet der Stadt Kneiphof zur Anlegung einer Lastadie. Später wurde es eine kneiphöfsche Freiheit und erhielt ein eigenes Gerichtssiegel: eine Hand, die aus den Wolken die Waage der Gerechtigkeit hält, beiderseits die Jagdhörner des Kneiphofs. Die Vordere Vorstadt wurde mehrfach von großen Bränden heimgesucht. Beim letzten Brand 1811 wurde auch Kants Geburtshaus vernichtet. Der Straßenzug Vordere Vorstadt war die Hauptstraße von der Grünen Brücke zur Kaiser-Straße. Die  Hintere Vorstadt lag wie Haberberg innerhalb der Fortifikationsbauten Königsberg. In der Westecke der Hinteren Vorstadt lag am Pregel die Festung Groß Friedrichsburg.

## Quelle
- Robert Albinus: Königsberg Lexikon. Würzburg 2002, ISBN 3-88189-441-1, S. 328.